# Beilfleck-Rotwidderchen
Das Beilfleck-Rotwidderchen oder Beilfleck-Blutströpfchen (Zygaena loti) ist ein Schmetterling (Nachtfalter) aus der Familie der Widderchen (Zygaenidae).

## Merkmale
Die Falter erreichen eine Flügelspannweite von 27 bis 30 Millimetern. Sie haben gelbgraue (Weibchen) bis graublaue (Männchen) Vorderflügel, auf denen fünf rote Flecken, die teilweise ineinander überfließen, zu finden sind. Der Fleck an der Flügelspitze besteht eigentlich aus dem fünften und sechsten Fleck, die ineinandergewachsen sind und hat die Form eines Beils. Die Hinterflügel sind rot und haben einen schwarzen Rand. Die Flügel sind abgerundet und die Beine sind weiß. Selten sind bei männlichen Tieren Andeutungen eines Hinterleibsgürtels zu finden.

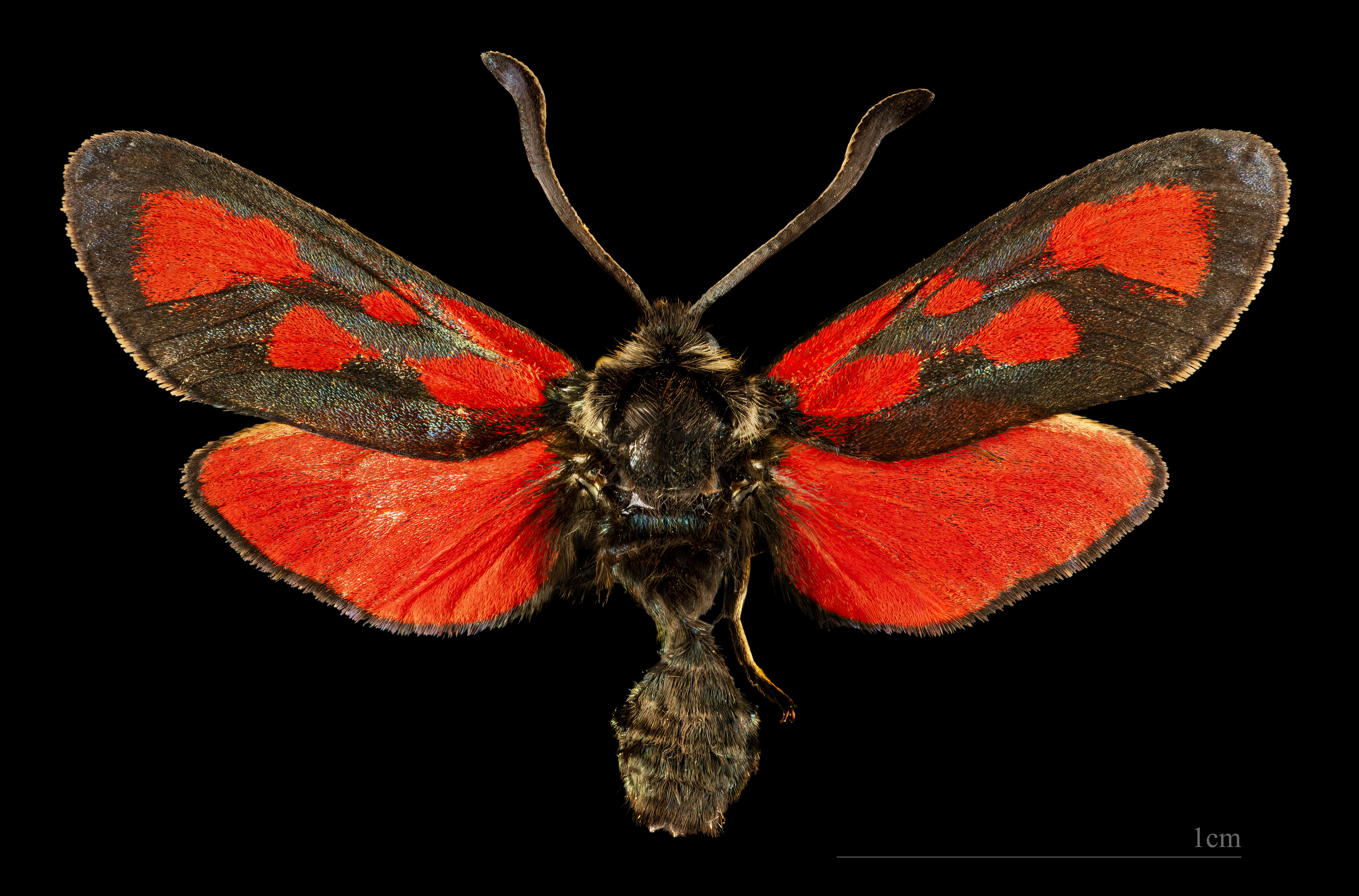
♀
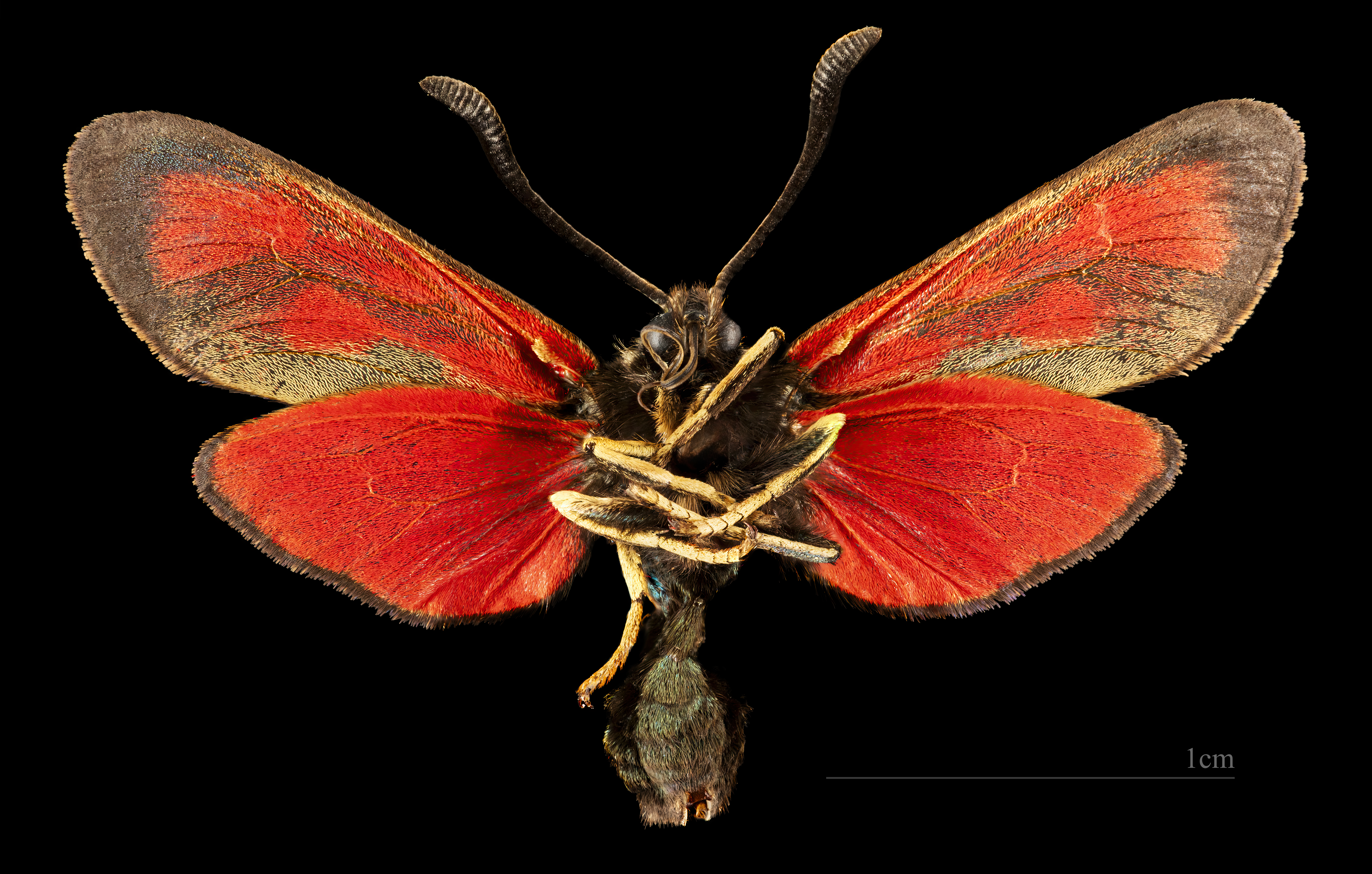
♀ △

Die Raupen werden ca. 20 Millimeter lang. Sie sind olivgrün oder gelbgrün gefärbt und haben auf jedem Segment je zwei gelbe und zwei schwarze Punkte. Bei manchen Tieren kommen sich die schwarzen Punkte der benachbarten Segmente sehr nahe. Sie haben kurze büschelweise gruppierte, schmutzig weiße Haare.

## Vorkommen
Die Tiere kommen in Süd- und Mitteleuropa, im Altai und in Vorderasien auf warmen, sonnigen Kalkmagerrasen, blühenden Hängen, Waldrändern, Lichtungen und Trockenrasen in Höheren Lagen vor. Ein weiteres isoliertes Gebiet des Vorkommens ist die schottische Insel Isle of Mull.

## Lebensweise

### Flug- und Raupenzeiten
Die Falter fliegen von Mitte Juni bis Juli. Sie treten zwei bis drei Wochen früher als andere Blutströpfchen auf, weil sie sich an die Blütezeit des Holunders und Ligusters angepasst haben. Die Raupen findet man von August und nach der Überwinterung bis Mai.

### Nahrung der Raupen
Die Raupen ernähren sich vor allem von Hufeisenklee (Hippocrepis comosa), Gewöhnlichem Hornklee (Lotus corniculatus), Bunter Kronwicke (Securigera varia) und anderen Schmetterlingsblütlern (Faboideae).

## Entwicklung
Die Weibchen legen ihre gelben Eier in einschichtigen Gelegen auf den Blättern der Futterpflanzen ab. Die daraus schlüpfenden Raupen überwintern und verpuppen sich erst im Frühling in einem weißen, silbrig glänzenden, festen Kokon. Die Puppe ist schwarzbraun und hat einen gelben Hinterleib.

## Gefährdung und Schutz
- Rote Liste BRD: 3 (gefährdet).[5]

## Synonym
- achilleae ESPER, 1780